# Imbornal
Un imbornal o embornal es una abertura o sumidero que sirve para el drenaje de agua. 

## Etimología
La palabra imbornal deriva del catalán "embornal", documentada desde el s.XIII, a partir del italiano ombrinale, y este del griego ὄμβριμος —ómbrimos— ‘pluvial’, derivado de ὄμβρος —ómbros— ‘lluvia’.

## Tipos
Existen varios tipos de imbornales: en el ámbito naval se llama así a las aberturas practicadas en los trancaniles que drenan el agua que alcanza la cubierta. 
En arquitectura se refiere a una abertura practicada en una superficie expuesta a la lluvia que sirve para evacuarla, ya sea dirigiéndola al exterior como en una azotea, o a una conducción, como en un patio o una calzada.  